# Saint-Georges-du-Vièvre
Saint-Georges-du-Vièvre ist eine französische Gemeinde mit 894 Einwohnern (Stand 1. Januar 2022) im Département Eure in der Region Normandie. Die römisch-katholische Gemeinschaft Communauté de Saint Georges du Vièvre ist Teil der Pfarrei Montgeoly des Bistums Évreux.

## Geografie
Saint-Georges-du-Vièvre liegt im Lieuvin am Berg Mont Rôti, der mit 194 Metern einer der höchsten Berge des Départements Eure ist. Die Gemeinde liegt 42 Kilometer südöstlich von Le Havre und 20 Kilometer nordöstlich von Lisieux, etwa in der Mitte zwischen Bernay, Pont-Audemer und Brionne. Ihre Nachbargemeinden sind Saint-Jean-de-la-Léqueraye im Südwesten, La Poterie-Mathieu im Nordwesten und Saint-Grégoire-du-Vièvre im Osten. Das Gemeindegebiet umfasst 1019 Hektar. Der zur Gemeinde gehörende Weiler Le Mont-Roti liegt südwestlich des Ortskerns am Fuß des namensgebenden Berges. Der Bach Croix Blanche (“das weiße Kreuz”) fließt durch das Gemeindegebiet.
Saint-Georges-du-Vièvre ist einer Klimazone des Typs Cfb (nach Köppen und Geiger) zugeordnet: Warmgemäßigtes Regenklima (C), vollfeucht (f), wärmster Monat unter 22 °C, mindestens vier Monate über 10 °C (b). Es herrscht Seeklima mit gemäßigtem Sommer.

## Geschichte
Der Ortsname erscheint zum ersten Mal in einer latinisierten Version im Jahre 1164 als Sanctus Georgius de Wevra. Der Ortsnamensteil Vièvre bezeichnete im Mittelalter einen großen Wald (foresta Guevra 1066), der im 11. Jahrhundert von Saint-Étienne-l’Allier (4 Kilometer nordwestlich von Saint-Georges-du-Vièvre) bis zur Risle reichte. Der Heilige Georg hat der Legende nach einen Drachen der Art Wyvern getötet. Vouivre, das französische Wort für Wyvern soll der ursprüngliche Name des Waldes gewesen sein, in dem der Sage nach ein Drache hauste, der die kleinen Kinder der Umgegend fraß. Möglich ist auch, dass Vièvre vorlateinischen Ursprungs ist.
Im 12. Jahrhundert verschenkte der Seigneur das Lehen Le Mont-Roti an die Abtei Le Bec. Die Seigneurie La Poterie-Mathieu war im Besitz von Ländereien in Saint-Georges-du-Vièvre und mehreren anderen Ortschaften. Saint-Georges-du-Vièvre selbst war Sitz der Lehen Le Manoir, La Graffonnière, Launay und Bonnemare. La Graffonière war im 16. Jahrhundert eine Burg, heute ist es ein Gehöft. Das Lehen Launay war von 1482 bis 1812 im Besitz der Adelsfamilie Le Sens de Folleville.
| Jahr | Einwohner |
| ---- | --------- |
| 1793 | 0739      |
| 1861 | 1162      |
| 1911 | 0760      |
| 1982 | 0556      |
| 1999 | 0640      |
| 2008 | 0701      |
| 2017 | 0884      |

1793 erhielt Saint-Georges-du-Vièvre als Saint Georges im Zuge der Französischen Revolution (1789–1799) den Status einer Gemeinde und 1801 als Saint-Georges-du-Vievre das Recht auf kommunale Selbstverwaltung.

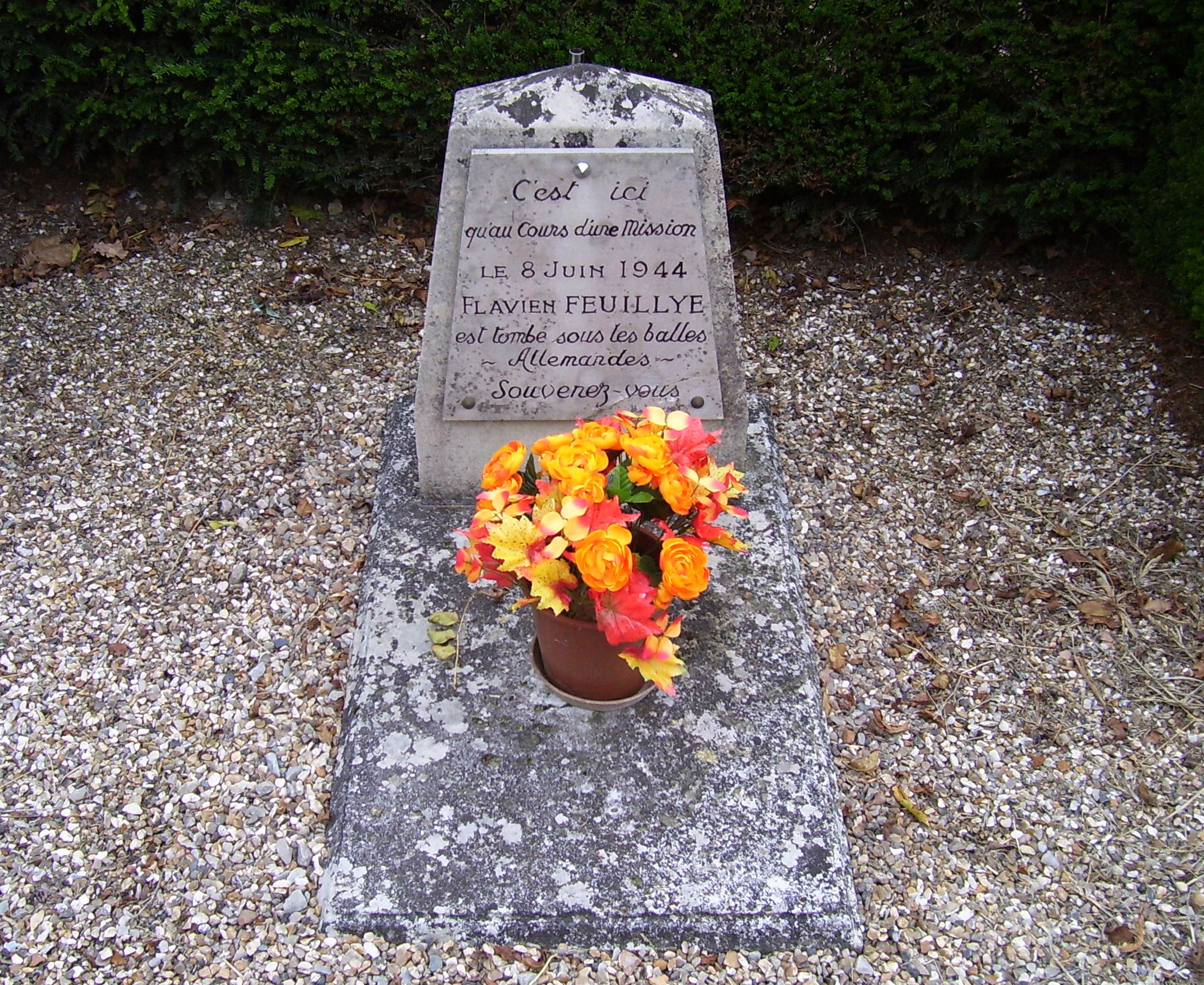
Denkmal für Flavien Feuillye an der D 29

### Maquis Surcouf
Saint-Georges-du-Vièvre war im Zweiten Weltkrieg (1939–1945) das Zentrum der Widerstandsbewegung Maquis Surcouf. Der Maquis Surcouf operierte im Gebiet zwischen Marais-Vernier (Eure) im Nordwesten, Bernay im Südosten, Cormeilles im Südwesten und Bourgtheroulde-Infreville im Nordosten. Am 8. Juni 1944 nahmen die Deutschen in Saint-Georges-du-Vièvre mehrere Einwohner fest, darunter vier Gendarmes, die nach Deutschland deportiert wurden und nicht zurückkehrten. In der darauffolgenden Nacht wurde ein Trupp des Maquis von einer deutschen Patrouille überrascht. Es kam zu einem Scharmützel an der Départementsstraße 29 bei einem Sägewerk. Drei deutsche Soldaten und ein Maquisard kamen dabei um. Daraufhin wurde der Besitzer des Sägewerks und sein Neffe von den Deutschen erschossen. Flavien Feuillye war in jener Nacht als Bote zwischen den Einheiten des Maquis unterwegs, er traf am Südrand des Gemeindegebiets im lieu-dit (‚Ort, der genannt wird..‘) la Côte Maridor auf eine deutsche Patrouille. Er wurde verhaftet und durchsucht. Er hatte weder Waffen noch Ausweispapiere bei sich. Der Chef der Antiterroreinheit der Polizei von Rouen war vor Ort und erkannte Feuillye als einen Maquisard, den er am 12. Januar 1944 verhaftet hatte und der zehn Tage später befreit worden war. Daraufhin wurde Feuillye am Ortseingang an der D 29 erschossen.
Der Berg Mont Rôti wurde von den Deutschen als Aussichtspunkt genutzt. Man kann vom Mont Rôti aus an klaren Tagen bis zur Seine und bis Le Havre sehen. Der Beobachtungsturm wurde zweimal vom Maquis Surcouf zerstört, im September 1943 und am 6. Juni 1944.

## Gemeindepartnerschaft
Seit 1997 unterhält die Gemeinde eine Partnerschaft mit Slimbridge in Gloucestershire (Vereinigtes Königreich).

## Kultur und Sehenswürdigkeiten
Saint-Georges-du-Vièvre ist mit einer Blume im Conseil national des villes et villages fleuris (Nationalrat der beblümten Städte und Dörfer) vertreten. Die „Blumen“ werden im Zuge eines regionalen Wettbewerbs verliehen, wobei maximal drei Blumen erreicht werden können.

### Gebäude

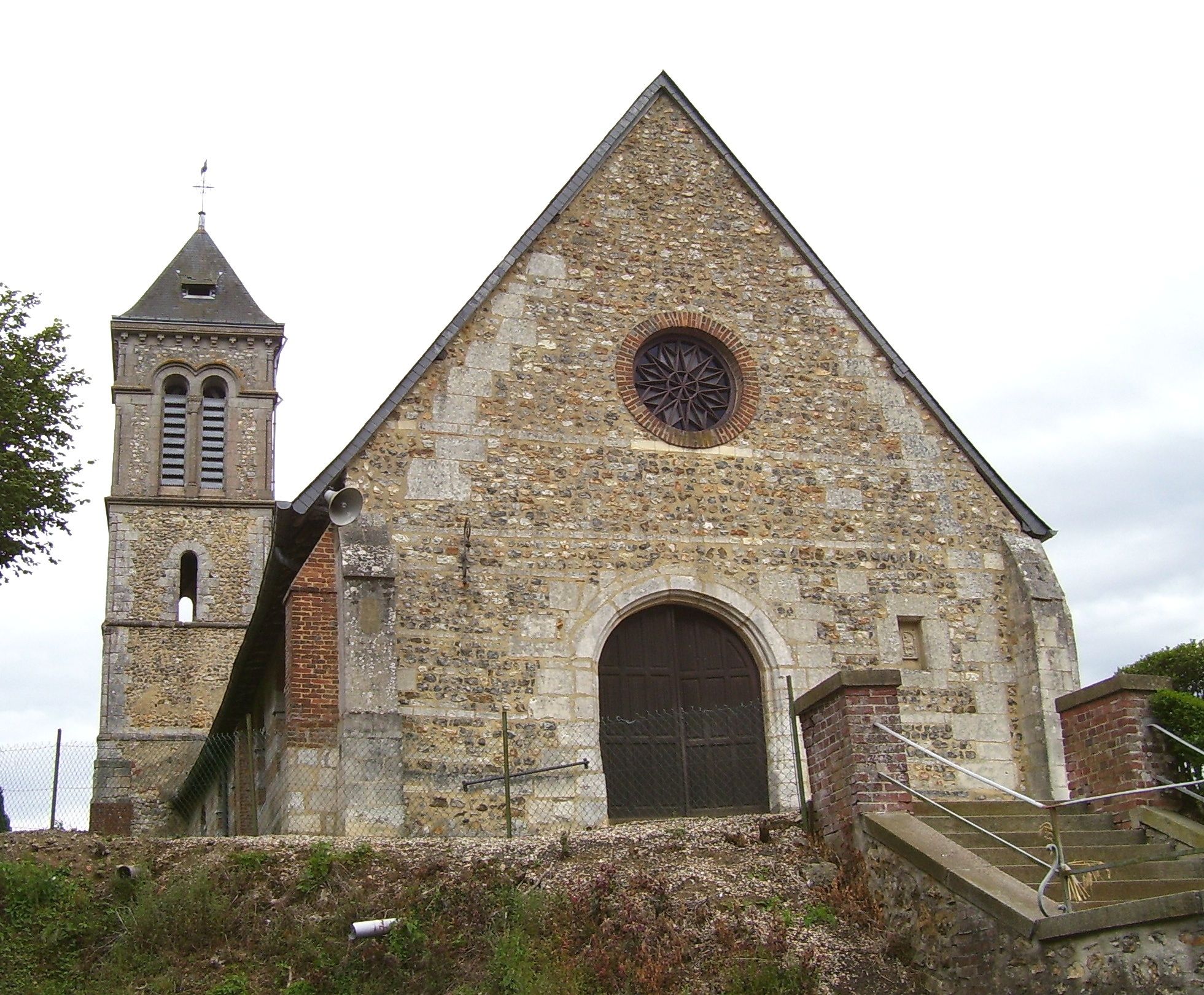
Die Kirche Saint-Georges

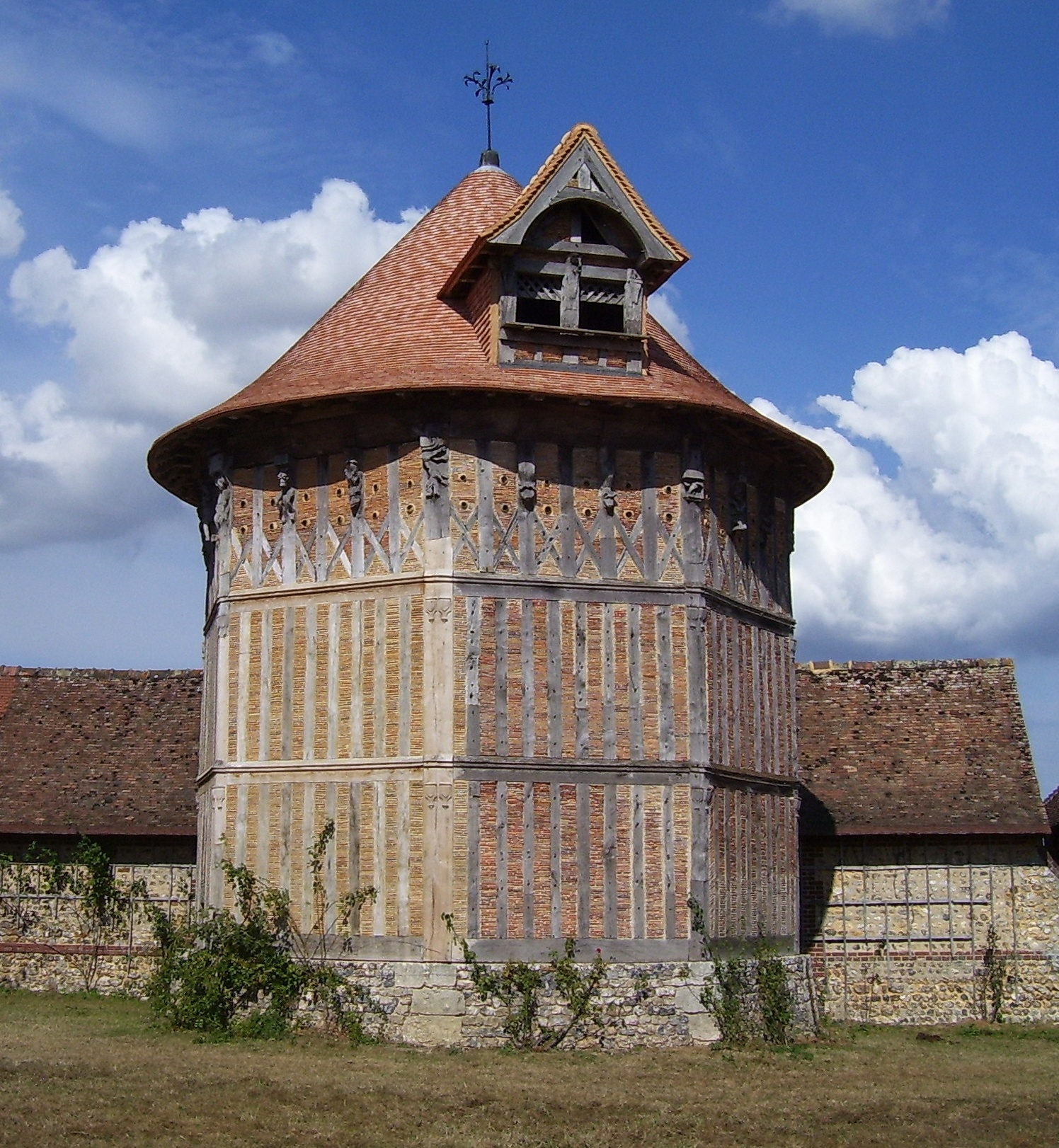
Das Taubenhaus des Schloss Launay

Die Kirche Saint-Georges ist dem Heiligen Georg geweiht. Der viereckige Chor stammt aus dem 13. Jahrhundert und ist höher, als das im 18. Jahrhundert neuerbaute Kirchenschiff. Die Westfassade stammt aus dem 16. Jahrhundert. An der Außenmauer sind Zeichen gegen Hexerei eingeritzt. Der Glockenturm stammt aus dem 12. Jahrhundert, er wurde aber im 19. Jahrhundert um eine Etage erweitert. Die Kirchenfenster zeigen den Heiligen Georg als Drachentöter. In der Kirche wurde bei Renovierungsarbeiten im Chor ein Brunnen entdeckt. Eine Statue aus dem 14. Jahrhundert auf einem Sockel aus dem 15. Jahrhundert stellt Maria mit dem Kinde dar. Besonders interessant sind Marias Schuhe, die als chaussures à la poulaine dargestellt sind.
Das Schloss Launay wurde im 16. Jahrhundert für die Familie Le Sens de Folleville gebaut. Aus jener Zeit sind die Stallungen und das achteckige Taubenhaus erhalten. Das heutige Hauptgebäude im Régencestil wurde um 1720 errichtet. Es besteht aus weißen Steinen und ist zwei Stockwerke hoch. Das Dach ist mit Schiefer gedeckt. Die Räume im Erdgeschoss sind mit Eichenholztäfelung im Rokokostil ausgekleidet, auf der Szenen aus Musik, Jagd und Garten dargestellt sind. Das Taubenhaus ist ein Fachwerkhaus, dessen Knaggen mit Fratzenköpfen dekoriert sind. Außer den Fratzenköpfen sind die Wappen von Isaac Le Sens und Jeanne de Pierrepont dargestellt, die im Jahr 1504 heirateten. 1810 verkaufte Robert-François le Sens das Schloss mitsamt der Einrichtung, darunter die Familienporträts, an Pierre Naguet de Saint-Vulfran, dessen Erben das Schloss bis 1918 besaßen. Das Schloss befindet sich im Privatbesitz, der Besitzer ließ das Taubenhaus abbauen, in Caen restaurieren und wieder aufbauen. Château de Launay ist kein seltener Name für ein Schloss in Frankreich, es gibt gleichnamige Schlösser in La Chapelle-Réanville und in Villiers-le-Mahieu (Schloss Launay).

### Grünflächen

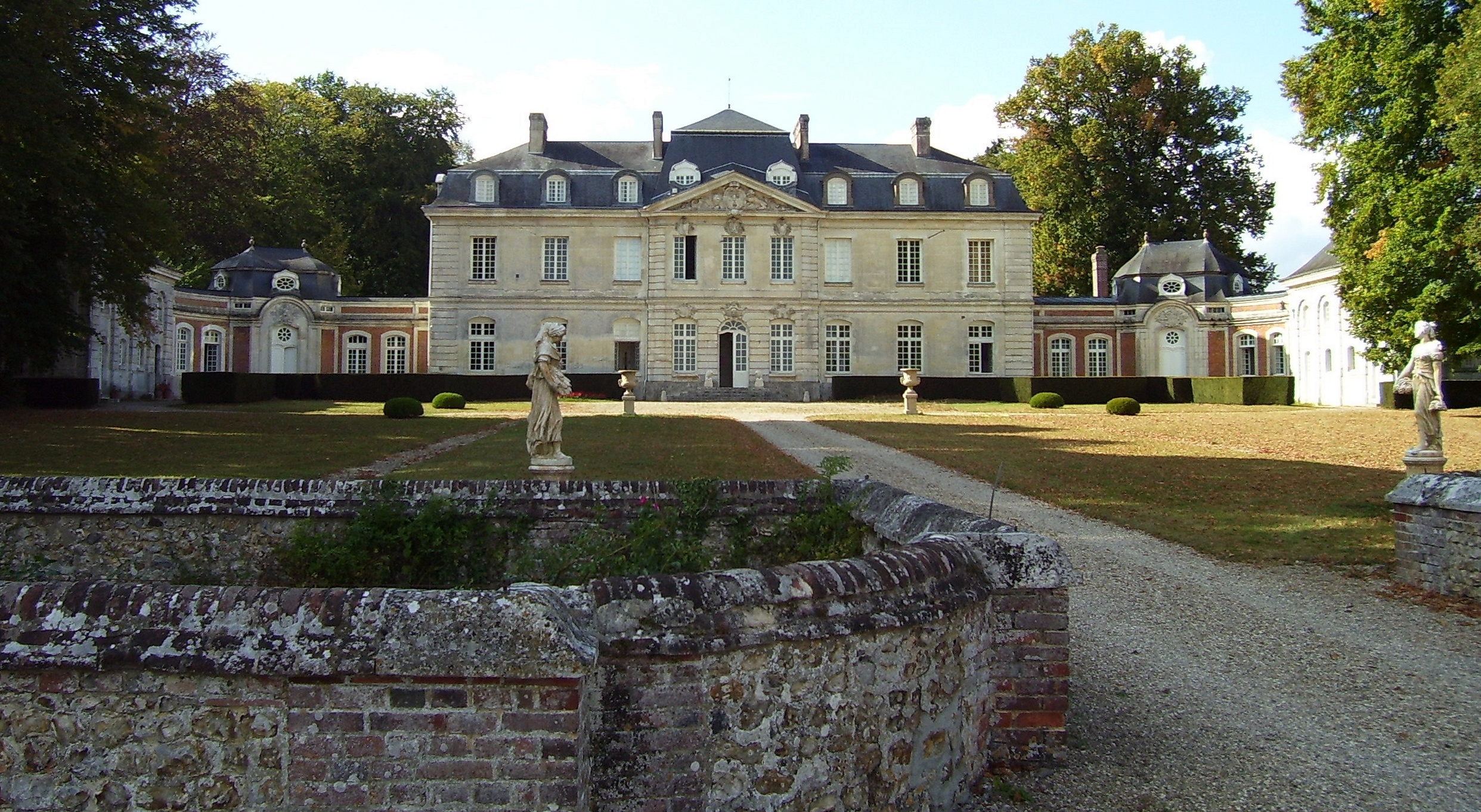
Vorderseite des Schloss Launay

Der Barockgarten und der kleine Park des Schloss Launay wurden im 18. Jahrhundert eingerichtet. Der Park beherbergt unter anderem eine Hänge-Buche, die 1730 gepflanzt wurde und als älteste Hänge-Buche Frankreichs gilt. Das Schloss und der Garten sind offiziell als historisches Denkmal sowie als Natur- und Kulturdenkmal eingestuft.

### Sport
Saint-Georges-du-Vièvre verfügt über ein Stadtbad, zwei Tennisplätze, eine öffentliche Boulebahn und eine Reitschule. Das Schwimmbad ist von Anfang Juli bis Ende August geöffnet und wird mit Solarstrom beheizt.
Am 6. Juli 2006 fand auf der 5. Etappe der Tour de France 2006 der zweite Sprint in Saint-Georges-du-Vièvre statt.

## Wirtschaft und Infrastruktur
Vom 16. bis zum 18. Jh. war Saint-Georges-du-Vièvre bekannt für die Herstellung von feinem Leinengewebe. Das Leinen wurde in Heimarbeit hergestellt und in einer offenen Markthalle verkauft. Als die ersten Textilfabriken im Tal der Risle entstanden, wurde die Heimarbeit eingestellt. Die Markthalle wurde 1930 abgerissen.
Inzwischen hat der Tourismus an Bedeutung gewonnen, es gibt ein Hotel mit Restaurant, einen Campingplatz, mehrere Landgasthöfe und Chambre d’hôtes. Bei der Volkszählung im Jahr 2008 ergaben sich folgende Resultate bezüglich des Arbeitsmarktes: die Arbeitslosigkeit betrug 12,9 Prozent. 24,6 Prozent der arbeitenden Einwohner sind in der Gemeinde beschäftigt, die übrigen sind Pendler.
Auf dem Gemeindegebiet gelten kontrollierte Herkunftsbezeichnungen (AOC) für Pont-l’Évêque-Käse, Calvados und Pommeau (Pommeau de Normandie) sowie geschützte geographische Angaben (IGP) für Schweinefleisch (Porc de Normandie), Geflügel (Volailles de Normandie) und Cidre (Cidre de Normandie und Cidre normand).